# Werner Cornelissen
Werner Cornelissen (* 25. November 1922) ist ein ehemaliger deutscher Fußballspieler. Der Offensivspieler hat von 1947 bis 1955 in der Fußball-Oberliga West bei den Vereinen Rot-Weiß Oberhausen und Rot-Weiss Essen insgesamt 141 Ligaspiele mit 41 Toren absolviert. Er gehörte in den Jahren 1952 und 1955 den Meisterteams von RW Essen an und kam auch mit der Elf aus Bergeborbeck zu acht Einsätzen mit drei Toren in den Endrunden um die deutsche Fußballmeisterschaft. Beim Gewinn des DFB-Pokals 1953 stand er zwar verletzungsbedingt nicht in der Endspielelf, Cornelissen hatte aber zuvor in den erfolgreichen Spielen gegen den VfL Osnabrück, Hamburger SV und im Halbfinale gegen den SV Waldhof Mannheim (3:2) mitgewirkt.

## Laufbahn
Cornelissen entwickelte sich als Fußballer in Essen bei Adler Union Frintrop. Nach der Saison 1946/47 wechselte er aus der Bezirksklasse Ruhrbezirk, Gruppe 1, wo er mit Frintrop den 2. Platz belegt hatte, zu Rot-Weiß Oberhausen. Die „Kleeblatt-Elf“ war zur Saison 1947/48 in die neu eingeführte Oberliga-West aufgenommen worden. Mit RWO belegte er nach 24 Ligaspielen, von denen er 22 absolviert und mit 12 Toren die interne Torschützenliste angeführt hatte, den fünften Rang. Unter Trainer Karl Winkler und an der Seite von Mitspielern wie Willy Jürissen, Erich Juskowiak und Werner Günther gewann Oberhausen die Heimspiele gegen die Spitzenmannschaften von Borussia Dortmund (1:0), Sportfreunde Katernberg (5:2) und TuS Horst ebenfalls mit 5:2 Toren. Nach der Debütrunde der Oberliga West schloss er sich dem Oberligaaufsteiger Rot-Weiss Essen an und kehrte somit zur Saison 1948/49 wieder in seine Heimatstadt zurück.
Im ersten Jahr erreichte er mit RWE die Vizemeisterschaft in der Westliga und nahm deshalb mit seiner Mannschaft am Qualifikationsspiel zum Einzug in die Endrunde um die deutsche Meisterschaft teil. Das Team von „Macher“ Georg Melches verlor aber am 29. Mai 1949 in Braunschweig die Begegnung mit 1:4 Toren gegen den FC St. Pauli. Das Ehrentor für den Westvize erzielte Cornelissen.
Im zweiten Jahr bei RWE, 1949/50, absolvierte der zumeist auf Halblinks oder auf Linksaußen im damals gepflegten WM-System eingesetzte Offensivspieler 29 Ligaspiele und erzielte acht Tore an der Seite des Torjägers Hans Kleina. Die Rot-Weißen belegten den dritten Rang und waren damit erneut für die Endrunde um die deutsche Fußballmeisterschaft qualifiziert, die der DFB in diesem Jahr mit 16 Teilnehmern durchführte. Cornelissen stand in beiden Spielen gegen die „Walter-Elf“ vom 1. FC Kaiserslautern im Mai 1950 auf dem Feld. Das erste Spiel endete in Karlsruhe nach Verlängerung mit 2:2, im Wiederholungsspiel in Köln setzte sich das Team um Fritz Walter in der Verlängerung mit 3:2 Toren durch.
Nach einer schwächeren Saison 1950/51 gewann Essen 1951/52 die Meisterschaft im Westen; hierzu hatte Cornelissen in 29 Ligaspielen drei Tore beigesteuert. Die beiden Flügelstürmer Helmut Rahn und Bernhard Termath hatten jeweils 20 Tore erzielt. In der Endrunde um die deutsche Meisterschaft kam der Halblinke in den Spielen gegen Tennis Borussia Berlin, VfL Osnabrück und den VfB Stuttgart auf fünf Einsätze, in denen er zwei Tore erzielte.
Als der DFB erstmals nach Ende des Zweiten Weltkriegs 1953 den DFB-Pokal ausspielte, setzte sich RW Essen am 1. Mai 1953 in Düsseldorf im Finale gegen Alemannia Aachen mit 2:1 Toren durch und holte den Pokal nach Essen. Im Halbfinale, am 8. März 1953, hatte Essen sich in der Angriffsbesetzung mit Helmut Rahn, Franz Islacker, August Gottschalk, Cornelissen und Bernhard Termath mit 3:2 Toren beim SV Waldhof Mannheim durchgesetzt. Im Endspiel vertrat Fritz Abromeit auf Halblinks den verletzten Cornelissen.
Im Jahr des größten RWE-Erfolges, 1954/55, kam Cornelissen nur noch auf sieben Oberligaeinsätze (1 Tor) und kam in der Endrunde überhaupt nicht mehr zum Einsatz.
Seine letzte Runde im höherklassigen Fußball bestritt er 1955/56 bei Rot-Weiß Oberhausen in der 2. Liga West. RWO belegte den achten Rang und Cornelissen hatte nochmals in 27 Ligaeinsätzen acht Tore erzielt. In späteren Jahren war er als Trainer tätig, unter anderem trainierte er 1964/65 in der damals zweitklassigen Fußball-Regionalliga West Eintracht Gelsenkirchen.